# Tu corazón
Tu corazón es el cuarto álbum de estudio de la cantante chilena María José Quintanilla, lanzado en Chile y México durante el año 2007.

## Lista de canciones
|       | Título             | Escritura                               | Producción      | Duración |
| ----- | ------------------ | --------------------------------------- | --------------- | -------- |
| Chile |                    |                                         |                 |          |
| 1     | "Tu corazón"       | Daniel Guerrero                         | Daniel Guerrero | 03:55    |
| 2     | "Duele"            | Daniel Guerrero                         | Daniel Guerrero | 04:05    |
| 3     | "Maldita suerte"   | María José Quintanilla; Daniel Guerrero | Daniel Guerrero | 03:53    |
| 4     | "Volveré a querer" | Daniel Guerrero                         | Daniel Guerrero | 03:14    |
| 5     | "No me llores"     | Daniel Guerrero                         | Daniel Guerrero | 03:19    |
| 6     | "Triste soledad"   | Daniel Guerrero                         | Daniel Guerrero | 03:46    |
| 7     | "Seguir sola"      | Cristian Heyne; Daniel Guerrero         | Daniel Guerrero | 03:30    |
| 8     | "La 8"             | María José Quintanilla; Daniel Guerrero | Daniel Guerrero | 03:33    |
| 9     | "Tu respuesta"     | Budy Richard; Daniel Guerrero           | Daniel Guerrero | 03:29    |
| 10    | "Ahora te vas"     | Daniel Guerrero                         | Daniel Guerrero | 03:45    |

### Pistas adicionales
|              | Título                     | Composición     | Producción      | Duración |
| ------------ | -------------------------- | --------------- | --------------- | -------- |
| Bonus tracks |                            |                 |                 |          |
| Chile        |                            |                 |                 |          |
| 11           | "Duele (Versión Acústica)" | Daniel Guerrero | Daniel Guerrero | 04:08    |

- Datos: Q6153594